# Sant'Angelo in Macerata
Sant'Angelo in Macerata (ook Sant'Angelo) is een plaats (frazione) in de Italiaanse gemeente Mercato San Severino, provincie Salerno, en telt ongeveer 2000 inwoners.